# Bârzavița
Bârzavița este o arie protejată de interes național ce corespunde categoriei a IV-a IUCN (rezervație naturală de tip mixt), situată în Banat, pe teritoriul județului Caraș-Severin.

## Localizare
Aria naturală se află în partea centrală a județului Caraș-Severin, la poalele Munților Semeniculu, pe teritoriul administrativ al comunei Văliug, în partea sud-vestică a satului omonim.

## Descriere
Rezervația naturală a fost declarată arie protejată prin Legea Nr.5 din 6 martie 2000 (privind aprobarea Planului de amenajare a teritoriului național - Secțiunea a III-a - zone protejate)  și se întinde pe o suprafață de 3.406,90 ha. Aceasta este inclusă în Parcul Național  Semenic - Cheile Carașului. Rezervația naturală reprezintă o zonă de interes geologic, floristic și faunistic; rupturi de pante, ravene, abrupturi și văi.

## Biodiversitate
Rezervația naturală fost înființată în scopul protejării biodiversității și menținerii într-o stare de conservare favorabilă a florei și faunei sălbatice aflate în sud-vestul țării, în grupa muntoasă Munâilor Banatului.

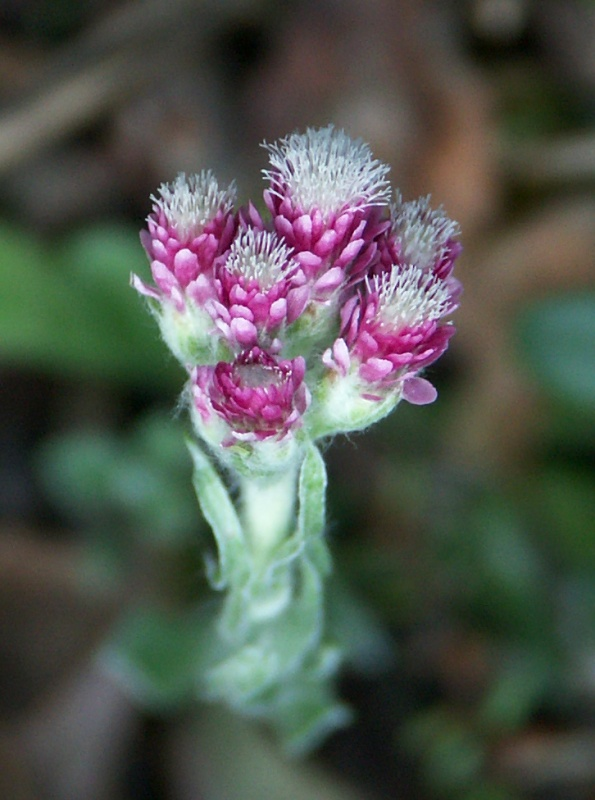
Floarea-semenicului (Antennaria dioica)

Flora arboricolă este constituită în cea mai mare parte din specii de fag (Fagus sylvatica); în amestec cu brad (Abies) și molid (Picea abies L.), stejar (Quercus robur), gorun (Quercus petrea).
La nivelul ierburilor sunt întâlnite specii floristice de cornișor (Ruscus hypoglosum), ghimpe (Ruscus aculeatus), sau floarea-semenicului (Antennaria dioica), brândușa galbenă (Crocus moesicus), brândușa de toamnă (Colchicum autumnale), o specie de garofiță (Dianthus trifasciculatus), șofran (Crocus banaticus), linum (Linum pubescens), crucișor (Pulmonaria rubra),  vinariță (Asperula odorata), brei (Mercurialis perenis), năpraznică (Geranium robertianum), cimbrișor de câmp (Thymus serpyllum), garofiță bănățeană (Dianthus banaticus), sânziene de pădure (Galium schultesii), crin de pădure (Linum uninerve), talpa ursului (Acanthus balcanicus), ai sălbatic (Allium moschatum), pesmă (Centaurea atropurpurea), carlina (Carlina acanthifolia), stupitu-cucului (Cardamine pratensis ssp. rivularis), sulițică (Dorycnium pentaphyllum ssp. germanicum, săbiuță (Gladiolus illyricus), poroinic (Dactylorhiza maculata), măciuca ciobanului (Echinops bannaticus)
Fauna este reprezentată de o gamă diversă de mamifere, păsări, reptile și amfibieni; dintre care unele protejate la nivel european sau aflate pe lista roșie a IUCN.
Mamifere cu specii de: urs carpatin (Ursus arctos), cerb (Cervus elaphus), căprioară (Capreolus capreolus), lup (Canis lupus), râs eurasiatic (Lynx lynx), jder de copac (Martes martes), jder de piatră (Martes foina), viezure (Meles meles),  nevăstuică (Mustela nivalis), dihor (Mustela putorius), veveriță (Sciurus vulgaris), liliacul cu aripi lungi (Miniopterus schreibersii), liliac cu urechi de șoarece (Myotis blythii), liliacul comun (Myotis myotis), pârșul cu coada stufoasă (Dryomys nitedula), chițcanul de câmp (Crocidura leucodon), chițcanul de apă (Neomys fodiens), chițcanul mic de apă (Neomys anomalus).
Reptile și amfibieni: șarpele de alun (Coronella austriaca), gușter (Lacerta viridis), șopârla de ziduri (Podarcis muralis), vipera cu corn (Vipera ammodytes), șopârla de munte (Lacerta vivipara), vipră (Vipera berus), ivorașul-cu-burta-galbenă (Bombina variegata), broască râioasă verde (Bufo viridis), broasca roșie de munte (Rana temporaria), broasca mare de lac (Rana ridibunda) și tritonul de munte (Triturus alpestris) .
Specii de păsări protejate (enumerate în anexa I-a a Directivei Consiliului European 147/CE din 30 noiembrie 2009, privind conservarea păsărilor sălbatice) semnalate în rezervație: acvila de munte (Aquila chrysaetos), cocoșul de mesteacăn (Bonasa bonasia), caprimulg (Caprimulgus europaeus), șerpar (Circaetus gallicus), corb (Corvus corax), ciocănitoare cu spate alb (Dendrocopos leucotos), ciocănitoare neagră (Dryocopus martius), ciocănitoarea de stejar (Dendrocopos medius), presură de grădină (Emberiza hortulana), șoim călător (Falco peregrinus), muscar (Ficedula parva), muscar-gulerat (Ficedula albicollis), sfrâncioc roșiatic (Lanius collurio), viespar (Pernis apivorus), ciocârlie-de-pădure (Lullula arborea), pițigoiul sur (Parus palustris), pițigoiul de munte (Parus montanus) sau ciocănitoarea verzuie (Picus canus).

## Căi de acces
- Drumul județean DJ582 - Reșița - Secu - Văliug - Crivaia, continuând drumul până la cantonul silvic „Șeaua Bârzava”.